# Aporum distichum
Aporum distichum é uma espécie de orquídea epífita de hábito pendente e flores pequenas, que habita as Filipinas.